# 2009年巴黎大師賽
2009年巴黎大師賽（也稱為2010年巴黎銀行公開賽 -贊助商是勞力士）舉辦於室內硬地球場的網球比賽。這是第36屆賽事，於2009年11月8日至11月15日舉行。

## ATP參賽球員

### 種子球員
| 國籍     | 球員                 | 世界排名1 | 種子排序 |
| -------- | -------------------- | --------- | -------- |
| 瑞士     | 羅傑·費德勒          | 1         | 1        |
| 西班牙   | 拉斐爾·納達爾        | 2         | 2        |
| 塞爾維亞 | 諾瓦克·喬科維奇      | 3         | 3        |
| 英國     | 安迪·穆雷            | 4         | 4        |
| 阿根廷   | 胡安·馬丁·德爾波特羅 | 5         | 5        |
| 俄羅斯   | 尼古萊·達維登科      | 7         | 6        |
| 西班牙   | 費爾南多·貝爾達斯科  | 8         | 7        |
| 法國     | 若-威爾弗裡德·特松加 | 9         | 8        |
| 瑞典     | 羅賓·索德靈          | 10        | 9        |
| 智利     | 費爾南多·岡薩雷斯    | 11        | 10       |
| 法國     | 吉爾·西蒙            | 12        | 11       |
|          | 馬林·契利奇          | 13        | 12       |
| 捷克     | 拉德克·斯泰潘內克    | 14        | 13       |
| 西班牙   | 托米·羅布雷多        | 15        | 14       |
| 法國     | 加埃爾·蒙菲爾斯      | 16        | 15       |
| 德国     | 托米·哈斯            | 17        | 16       |

- 種子排序根據2009年11月2日ATP世界排名。

### 其他參賽者
下列球員收到外卡名單直接進入會內賽：
- 塞巴斯蒂安·格羅斯讓
- 米卡埃爾·洛德拉
- 馬拉特·薩芬

下列球員經由特別排名進入會內賽：
- 馬爾科·丘迪內利

下列球員經由會外賽進入會內賽：
- 蒂埃里·阿希奧尼
- 阿諾·克萊芒
- 亞歷杭德羅·法亞
- David Guez
- 盧卡斯·古博特
- Vincent Millot

## 冠軍

### 單打
諾瓦克·喬科維奇 擊敗  加埃爾·蒙菲爾斯（6–2、5–7、7–63）
- 這是喬科維奇今年第5座冠軍與生涯第16座冠軍。

### 雙打
丹尼爾·內斯特 /  內納德·齊莫尼奇 擊敗  馬塞爾·格拉諾勒斯 /  托米·羅布雷多（6–3、6–4）

## 外部連結
- 官方網站